# Захарова Олександра Марківна
Олекса́ндра Ма́рківна Заха́рова  (рос. Александра Марковна Захарова; нар. 17 червня 1962, Москва, РРФСР, СРСР) — радянська і російська акторка театру і кіно. Заслужена артистка Російської Федерації (1995), Народна артистка Російської Федерації (2001). Лауреат двох Державних премій Росії (1997, 2003), Премії Уряду РФ (2011) і низки вітчизняних театральних премій.

## Життєпис
Народилася 17 червня 1962 року. в родині режисера Марка Захарова й акторки Ніни Лапшинової. Закінчила театральне училище ім. Щукіна (1983, майстерня Катіна-Ярцева).
Провідна актриса Московського державного театру «Ленком» (працює з 1986 року).
Від 1982-го знімається в кіно («Формула кохання» (1984), «Вбити дракона» (1988), «Кримінальний талант» (1988) тощо).

### Особисте життя
З 1991 по 2000 роки була одружена з актором Володимиром Стєкловим (нар. 3 січня 1948, Караганда).

## Творчість

### Ролі в театрі
- «Гамлет» Шекспіра — Офелія
- «Чайка» Чехова — Ніна Зарічна
- «Поминальна молитва» Григорія Горіна — Хава
- «Божевільний день, або Одруження Фігаро» Бомарше — графиня Альмавіва
- «Варвар і єретик» (за романом Достоєвського «Гравець») — Поліна
- «Блазень Балакірєв» Горіна — Катерина I
- «Ва-банк» (за п'єсою «Остання жертва» Островського) — Юлія Тугіна
- «Одруження» Гоголя — Агафія Тихонівна
- «Вишневий сад» Чехова — Раневська
- «Пер Ґінт» Ібсена — Озе

### Ролі у кіно
- 1982 — Будинок, який побудував Свіфт — Естер
- 1984 — Формула кохання — Фімка
- 1985 — Несхожа — Ольга Фібіні, мати Мішука
- 1988 — Вбити дракона — Ельза, донька архіваріуса
- 1988 — «Кримінальний талант» — Олександра Гаврилівна Рукояткіна
- 1990 — Заручниця — Людмила Витвинова
- 1991 — Графиня — Жанна, наречена Микити
- 1992 — Наречена з Парижа — Арлетт
- 1993 — Падіння — Нона Соколова
- 1993 — Сірі вовки — Марина
- 1993 — Розшукове бюро «Фелікс» — Лариса
- 1993 — Про неї, але без неї
- 1993 — Поминальна молитва (телеспектакль)
- 1994 — Вирок — Вікі Пол
- 1994 — Примара будинку мого — Івлєва
- 1994 — Майстер і Маргарита — Гелла
- 1999 — Тонка штучка / Подвійна загроза — Юлія Михайлівна
- 2001 — Сищики — Діна
- 2001 — Блазень Балакірєв
- 2003 — Інше життя — Інга
- 2004 — Погана звичка
- 2005 — Щастя ти моє
- 2009 — Несамотні — Алла
- 2009 — Сліди на піску

## Визнання і нагороди
- 1995 — присвоєно звання Заслуженої артистки Російської Федерації[1].
- 1996 — лауреат Державної премії Російської Федерації[4].
- 2001 — присвоєно звання Народної артистки Російської Федерації[2].
- 2002 — лауреат Державної премії Російської Федерації[5].
- 2007 — нагороджено орденом Пошани[6].
- 2008 — лауреат Першої театральної премії «Кришталева Турандот»[7] за роль Агафії Тихонівни у виставі «Одруження» театру «Ленком».
- 2011 — премія уряду РФ у сфері культури — за виставу «Пер Ґінт» у театрі «Ленком»[8].
- 2012 — нагороджено орденом «За заслуги перед Вітчизною» IV ступеня[9].